# Atakapa
L'atakapa és una llengua extingida i aïllada, natiua del sud-oest de Louisiana i de l'est de Texas, Estats Units. Era parlada pels atakapes (o ishak) i es va extingir a començaments del segle xx.

## Variació geogràfica
Hi havia dues varietats o dialectes de l'atakapa:
1. Est
2. Oest

El dialecte atakapa est es coneix per una llista de 287 paraules recollides en 1802 per Martín Duralde. Els últims parlants vivien a la zona de Poste des Attackapas (Saint Martinville), actualment Franklin, Louisiana.
L'atakapa Oest és el més conegut, amb paraules, frases i textos recollits en 1885, 1907 i 1908 per Albert Samuel Gatschet. La major part va ser recollida a Lake Charles, Louisiana. Els últims parlants van ser Louison Huntington, Delilah Moss, Teet Verdine, i Armojean Reon. Existeix una vocabulari més antic, amb una llista de 45 paraules recollides en 1721 per Jean Béranger. Aquests parlants van ser capturats a la zona de la badia de Galveston.
Encara que John Reed Swanton adduïa que el vocabulari de Béranger era un dialecte akokisa parlat per l'ètnia akokisa, no hi ha cap evidència real que recolzi aquesta connexió.

## Relacions genealògiques
Encara que es considera una llengua aïllada hi ha hagut intents de connectar l'atakapa amb altres llengües del Sud-est. El 1919 John R. Swanton va proposar una família de llengües tunica que inclouria atakapa, tunica, i chitimacha; Morris Swadesh més tard centraria el treball en les connexions entre atakapa i chitimacha. Mary R. Haas més tard estendria la proposta al natchez i a les llengües muskogi, hipòtesi coneguda com a llengües del Golf. Aquesta proposta no ha estat demostrada.

## Comparació lèxica
La següent taula mostra els numerals en algunes llengües indígenes nord-americanes:
| GLOSA | Atakapa Oc.[3]         | Atakapa Or.[4] | Natchez[5]   | Chitimacha[6][7] |
| ----- | ---------------------- | -------------- | ------------ | ---------------- |
| '1'   | tanuʔk                 | hannik         | wītã         | (h)unku          |
| '2'   | tsīk                   | hapalšt        | āwiti        | (h)upa           |
| '3'   | lāt                    |                | nēti         | kahitie          |
| '4'   | himatoʔl               | tets           | kinawīti     | me(če)čant       |
| '5'   | nīt                    |                | išpīti       | hussa            |
| '6'   | lāt tsīk               |                | lāhanaʔoχ    | hatẽka           |
| '7'   | paχ(e)                 | paighu         | anʔkwa       | mīčeta           |
| '8'   | himatoʔl tsīk          |                | apkatūpiš    | kweta            |
| '9'   | wōš išōlan / tegghuiau |                | witipkatūpiš | kwičeta          |
| '10'  | wōš / heissign         |                | ōkō          | heihetie         |